# Bordo la Luz
Bordo la Luz är en ort i Mexiko.   Den ligger i kommunen Doctor Mora och delstaten Guanajuato, i den centrala delen av landet, 230 km nordväst om huvudstaden Mexico City. Bordo la Luz ligger 2 077 meter över havet och antalet invånare är 128.
Terrängen runt Bordo la Luz är platt söderut, men norrut är den kuperad. Runt Bordo la Luz är det ganska tätbefolkat, med 120 invånare per kvadratkilometer. Närmaste större samhälle är San José Iturbide, 12,8 km söder om Bordo la Luz. Trakten runt Bordo la Luz består till största delen av jordbruksmark.